# Албула (хребет)
Хребетът Албула (Albula) е масив в Ретийските Алпи (най-западната част на Източните Алпи). Свързан е с масива Обералпщайн на юг и чрез прохода Малоя – с известния масив Бернина. На север проходът Флюела служи за връзка с масива Силврета. Посоката на Албула от югозапад-североизток, дължината – около 30 км. Ограден е от дълбоки долини: от югоизток на река Ин, от северозапад на реките Албула притоците ѝ Юлия и Ландвасер, които се вливат в Рейн. В този смисъл хребетът служи като вододел – част от главния вододел на Европа между басейна на Северно и на Средиземно море.
Албула е асиметричен хребет – към река Ин склоновете са по-стръмни, докато в другата посока са полегати. Билото не представлява сравнително права линия, а напротив – криволичи около циркусите на по-големите реки. Върховете са покрити със сняг почти през цялата година и имат типичния вид на карлинги. Следите от дейността на ледници през последното заледяване се виждат навсякъде. Два от тях са се запазили до днешното време – по-големият Поршабела и по-малкият Гриалеч.
Над сливането на Албула и Юлия, на странично било, се издигат трите най-забележителни върха на хребета – Пиц Ела (3339 м), Тинценхорн (3173 м) и Пиц Митгел (3159 м). На юг доминират Калдерас (3397 м) и Ер (3378 м). В средата на масива, след като се премине проходът Албула, се намира неговият първенец Пиц Кеш (3418 м) – с остра пирамидална форма, наподобяващ зловещ зъб. Следва нов проход – Скалета и нови високи върхове: Валдрет (3229 м) и Шварцхорн (3146 м). Последният се издига над прохода Флюела, където хребетът свършва.
В подножието на Албула се намират два от най-известните алпийски курорти: Сент Мориц по най-горното течение на Ин и Давос на река Ландвасер. Добре развит е зимният туризъм (250 км ски писти, 45 лифта). През хребета, през прохода Албула, минава известната железопътна линия със същото име, която свързва двете селища. Заедно с нейното продължение – линията Бернина – те са обявени за част от световното културно и природно наследство на ЮНЕСКО.
Хребетът Албула е в центъра на запазилата се до днес ретороманска култура и език. В долините на север се говорят дузина диалекти, а тенденцията за намаляване на говорещите този език хора е накарала швейцарското правителство през 2003 г. да го обяви за официален в региона.